# NASA TV
NASA TV (NASA Television) war der Fernsehsender der US-Raumfahrtbehörde NASA.
NASA TV wurde in den USA über Satellit und Kabel sowie als Webcast verbreitet. In Europa wird NASA TV als DVB-S Signal in HD-Auflösung (1280x720p59,94) über die Satelliten von Eutelsat Hot Bird (13° Ost) sowie über einen separaten Kanal in Ultra-HD-Auflösung (3840x2160i50) ausgestrahlt.
Der Sender sendete Live-Übertragung verschiedener Ereignisse von Pressekonferenzen bis zu Raketenstarts der NASA sowie der durchgehenden Kommentierung von bemannten Kurzzeitmissionen mit einem Space Shuttle. NASA TV produzierte insgesamt sechs Programm-Kanäle: den öffentlichen Kanal (NTV-1, Public), einem Lehrkanal (NTV-2, Education), einem Medienkanal (NTV-3, Media), einem Livestream-Kanal der ISS (Space Station Views), einem Funkkanal (News Audio) und einem nichtöffentlichen Kanal (NASA Only).
Am 28. August 2024 wurde NASA TV zugunsten des Streamingportals NASA+ abgeschaltet.

## Sendungen und Programme

### Gallery
In der Gallery laufen Wiederholungen von Pressekonferenzen zu aktuellen Ereignissen oder Dokumentationen zu wichtigen Meilensteinen der amerikanischen Raumfahrt. Die Ausstrahlung erfolgt auf den Öffentlichen und Medienkanälen.

### Education Hour
In der Education Hour (Lehrstunde) laufen Lehrvideos. Diese Videos sind für Schüler oder Schulgruppen gedacht und vermitteln wissenschaftliche Informationen mit Bezug zu NASA-Forschungen. Die Ausstrahlung erfolgt auf den Öffentlichen und Lehrkanälen.

### This Week @ NASA
In This Week @ NASA (Diese Woche bei NASA, kurz TW@N) fasst sowohl behördeninterne als auch öffentliche Ereignisse mit Bezug zur NASA kurz zusammen. Die Ausstrahlung erfolgt auf den Öffentlichen und Medienkanälen.

### Video File
Im Video File wird ausführlicher als bei TW@N auf Entdeckungen und Missionen eingegangen, außerdem werden kurze Auszüge aus Pressekonferenzen gezeigt. Dem Video geht immer ein meist gesprochener Text voraus, der das wichtigste zusammenfasst. Das Video File kann sich täglich ändern. Die Ausstrahlung erfolgt auf den Öffentlichen und Medienkanälen.

### Gapfiller
Aufgrund der diversen Live-Sendungen entstehen häufig kleine Lücken im Programmablauf. Um diese Lücken zu schließen, wurden sogenannte Gapfiller (Lückenfüller) produziert. Diese sind sehr kurz und behandeln meist aktuelle Themen, jedoch sind auch Gapfiller vorproduziert worden, um sie jederzeit einsetzen zu können.

### In Their own Words
Bei In Their own Words werden Astronauten interviewt. ITOW ist eine mit Clips zusammengestellte Sendung die meistens bis 2 Minuten dauert. Die Fragen werden eingeblendet und die Astronauten erwidern mit ihrer Antwort. Meistens werden Clips von dem entsprechenden Thema hineingeschnitten. Die Ausstrahlung erfolgt im PublicChannel (Öffentlicher Sender).

### ISS Mission Commentary
Die Missionskommentierung der ISS-Besatzung erfolgt vom Missionskontrollzentrum in Houston. Die werktags um 17 Uhr MEZ ausgestrahlte Live-Ausgabe wird über den Tag wiederholt. Am Wochenende wird die Freitagsausgabe wiederholt. Während der einstündigen Kommentierung werden Live-Bilder der ISS-Besatzung bei der Arbeit, kurze Filme zu nahen Ereignissen wie Außenbordaktivitäten oder Shuttlemissionen oder Auszüge von Pressekonferenzen sowie ältere Videos der Besatzung gezeigt. Die Ausstrahlung erfolgt auf den Öffentlichen, Medien- und Lehrkanälen.

### Live Events
Pressekonferenzen, Zeremonien sowie Starts von Sojus-Raumschiffen und amerikanischen Raumsonden im Auftrag der NASA und andere besondere Ereignisse werden live übertragen. Ein Link zur Internetseite mit den geplanten Live-Sendungen befindet sich unter den Weblinks. Die Ausstrahlung erfolgt auf den Öffentlichen, Medien- und Lehrkanälen.

### Übertragung von Shuttlemissionen
Die Übertragung einer Shuttlemission begann mehrere Stunden vor dem geplanten Start und endete einige Zeit nach der Landung. Während der gesamten Mission wurde die Live-Übertragung nur für Pressekonferenzen unterbrochen. Die Ausstrahlung erfolgte auf den Öffentlichen, Medien- und Lehrkanälen.

### Space Shuttle Minute
Die Space Shuttle Minute (engl. „Raumfähren-Minute“) ist eine Informationssendung der drei Space-Shuttles (Endeavour, Atlantis, Discovery) in der aktuelle Nachrichten und Starttermine genannt werden. Sie ersetzte den Space Shuttle Status Report.
Die Ausstrahlung erfolgt im Public Channel (Öffentlicher Kanal).